# Poecilohetaerus incomptus
Poecilohetaerus incomptus är en tvåvingeart som beskrevs av Schneider 1991. Poecilohetaerus incomptus ingår i släktet Poecilohetaerus och familjen lövflugor. Inga underarter finns listade i Catalogue of Life.